# Agrodiaetus phillidis
Agrodiaetus phillidis är en fjärilsart som beskrevs av Grum-grshimailo. Agrodiaetus phillidis ingår i släktet Agrodiaetus och familjen juvelvingar. Inga underarter finns listade i Catalogue of Life.